# シャレール航空
シャレール航空（英語: Chalair Aviation）、またはシャレール・アビエーションはフランスのカルピケに置いている地域航空会社。シャレール航空は定期便、チャーター便、企業向けのシャトル便、貨物便の運航のほかに訓練飛行や航空機の点検などのサービスを提供していた。1日に約15便、週に約150便の旅客便を運航している。

## 歴史
シャレール航空は1986年10月に設立された。設立者はブリテールのパイロットだったフィリップ・レバロン（Philippe Lebaron）で、当初はセスナ310によってエアタクシー業務を行う会社だった。
1997年から企業向けの定期チャーター便を運航し始めた。チャーターしていたのは家電大手のフィリップスで、フェアチャイルド メトロライナーによってル・マン-アイントホーフェン間を、ATR 42によってシェルブール＝オクトヴィル-オルリー間に定期便が設定されていた。
1996年4月8日、レバロンは飛行機事故により死亡した。その後の経営はレバロンの妻により行われていたが、2003年4月に経営難によりアラン・バッティスティ（Alain Battisti）に売却された。売却後はビーチクラフト キングエアでシャトル便の運航のみが継続された。

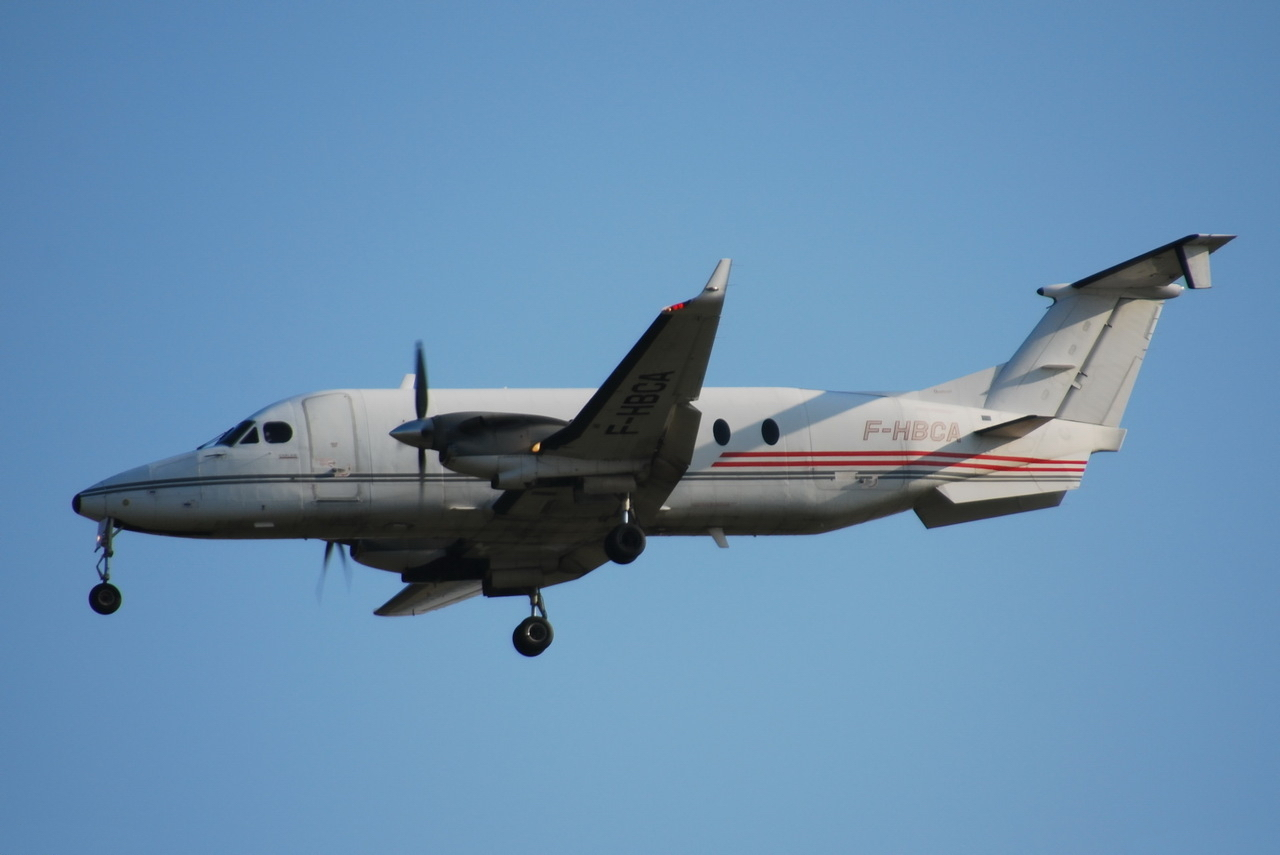
ビーチクラフト 1900D

2004年、ビーチクラフト 1900を導入し、ドーヴィル-ロンドン間の運航を開始した。2006年、シャレール航空の輸送量が2万人を突破した。
2011年、シャレール航空はアフリカを中心とする鉱山で働く労働者を輸送するための会社を設立した。2013年、同社はポルトガル・リース・フライ（旧エールリネール・ポルトガル）を買収した。
2016年7月、同社は倒産したVLMエアラインズからアントウェルペン-ハンブルク間の運航を引き継いだ。
2020年、シャレール航空はエールフランスとのコードシェア契約を結んだ。しかし、コロナウィルス流行により同年3月17日にから運航を中断している。

## 就航地
シャレール航空は2019年7月時点でフランス国内の以下の空港に乗り入れていた。
| 都市           | 空港                                         | 備考     |
| -------------- | -------------------------------------------- | -------- |
| アジャン       | アジャン - ラ・ガレンヌ空港                  |          |
| アジャクシオ   | アジャクシオ＝ナポレオン・ボナパルト空港     | 夏期運航 |
| バスティア     | バスティア・ポレッタ空港                     | 夏期運航 |
| ベルジュラック | ベルジュラック・ドルドーニュ・ペリゴール空港 | 夏期運航 |
| ボルドー       | ボルドー・メリニャック空港                   | ハブ空港 |
| ブレスト       | ブレスト・ブルターニュ空港                   |          |
| リモージュ     | リモージュ・ベルガルド空港                   |          |
| リヨン         | リヨン・サン＝テグジュペリ国際空港           |          |
| モンペリエ     | モンペリエ・メディテラネ空港                 |          |
| ナント         | ナント・アトランティック空港                 |          |
| ニース         | コート・ダジュール空港                       | 夏期運航 |
| ポー           | ポー・ピレネー空港                           |          |
| レンヌ         | レンヌ＝サン・ジャック空港                   |          |

## 保有機材

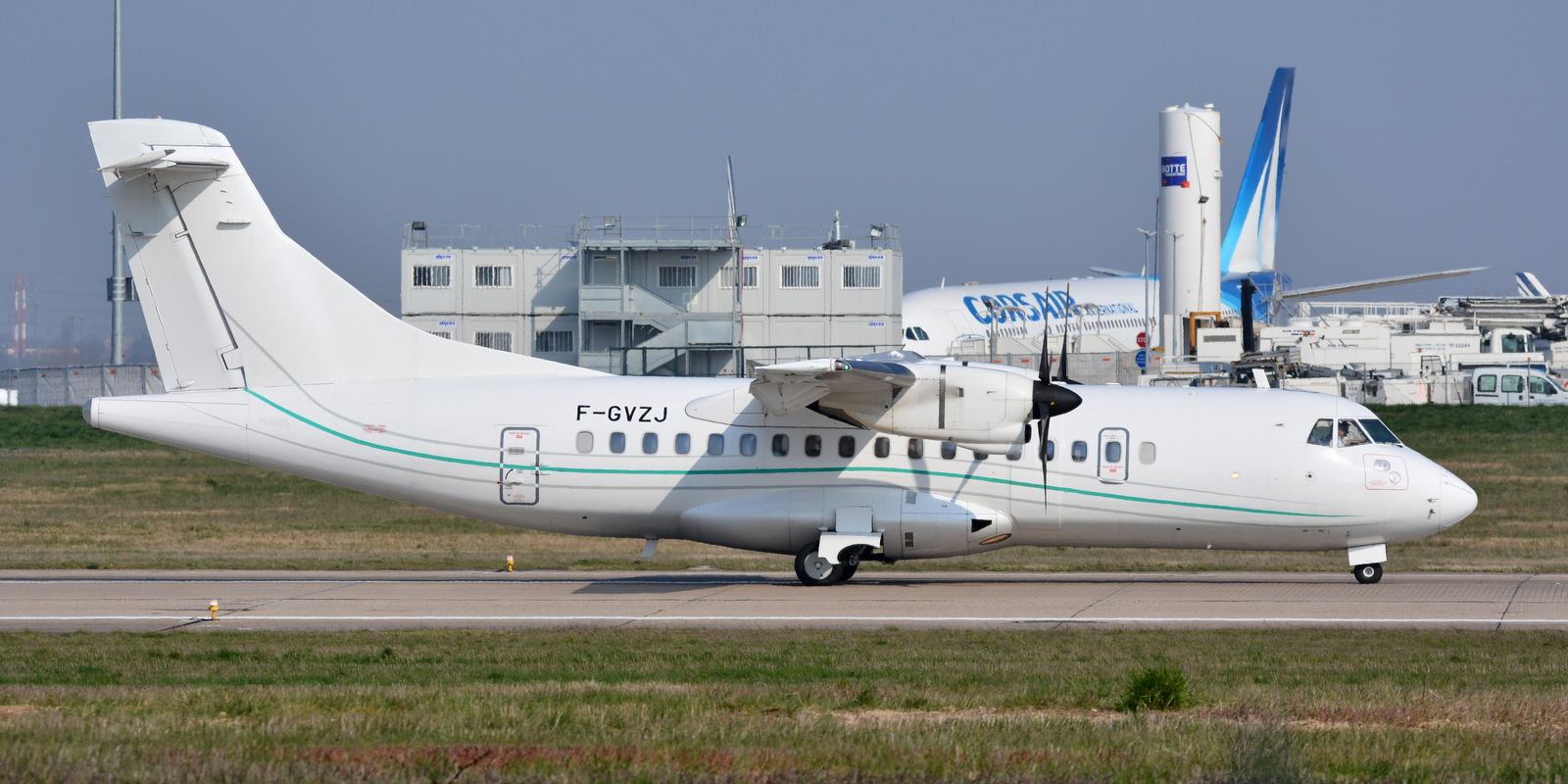
ATR 42-300

2020年6月9日時点での保有機材は以下の通り。